# 2012년 이탈리아 북부 지진

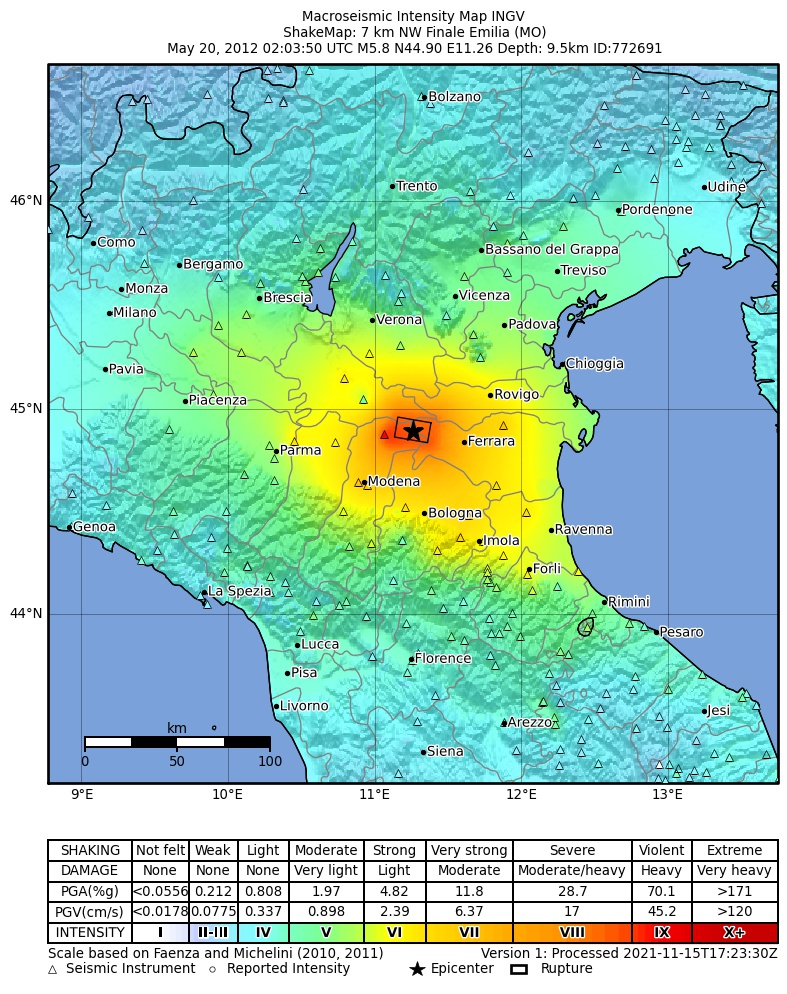

2012년 이탈리아 북부 지진(이탈리아어: Terremoto dell'Emilia del 2012)에 관한 설명이다.
2012년 5월, 이탈리아 북부를 강타한 두 차례의 대지진으로 인해 27명이 사망하고 광범위한 피해가 발생했다. 이 사건은 주로 에밀리아 지역에 영향을 미쳤기 때문에 이탈리아에서는 2012년 에밀리아 지진으로 알려져 있다.
5월 20일 현지시각 04시 3분(UTC 02시 3분)에 볼로냐 시에서 북쪽으로 약 36km 떨어진 에밀리아로마냐 지역에서 규모 6.1의 첫 번째 지진이 발생했다. 진원지는 피날레 에밀리아, 본데노 및 세르미데 사이였다. 규모 5.2의 여진이 두 차례 발생했는데, 한 번은 주요 사건 발생 약 1시간 후, 또 다른 한 번은 주요 사건 발생 약 11시간 후에 발생했다. 7명이 사망했다.
9일 후인 5월 29일에 규모 5.8의 지진이 같은 지역을 강타하여 특히 5월 20일 지진으로 이미 약화된 건물에 추가로 20명의 사망자와 광범위한 피해를 입혔다. 진원지는 메돌라(Medolla)였으며, 지진 자체는 약 10km(6.2마일) 깊이에서 발생했다.

## 같이 보기
- 이탈리아의 지진 목록